# Ehrtfried Böhm
Ehrtfried Böhm (* 24. August 1920 in Oldentrup; † 14. Juni 1976 in Hannover) war ein Autor sowie deutscher Politiker (FDP) und Abgeordneter des niedersächsischen Landtages.
Böhm besuchte ein humanistisches Gymnasium und begann im Anschluss eigene literarische Studien. Er nahm seine Tätigkeit als Schriftsteller auf, wurde jedoch zwischen 1940 und 1945 in den Wehrdienst als Kriegsteilnehmer des Zweiten Weltkrieges als Fliegeroffizier einberufen. Seit 1946 ist Böhm politisch in der FDP tätig und war erster Vorsitzender der Jungen Demokraten im Landesverband Niedersachsen sowie Mitglied des Bundesbeirates der Deutschen Jungdemokraten. 
Ende des Jahres 1947 wurde er in der FDP Hauptgeschäftsführer des Landesverbandes Niedersachsen und für seine Partei zum Mitglied der ersten Wahlperiode des Niedersächsischen Landtages vom 20. April 1947 bis 30. April 1951. 

## Quelle
- Barbara Simon: Abgeordnete in Niedersachsen 1946–1994. Biographisches Handbuch. Hrsg. vom Präsidenten des Niedersächsischen Landtages. Niedersächsischer Landtag, Hannover 1996, S. 43.

| Personendaten    | Personendaten                  |
| ---------------- | ------------------------------ |
| NAME             | Böhm, Ehrtfried                |
| KURZBESCHREIBUNG | deutscher Politiker (FDP), MdL |
| GEBURTSDATUM     | 24. August 1920                |
| GEBURTSORT       | Oldentrup                      |
| STERBEDATUM      | 14. Juni 1976                  |
| STERBEORT        | Hannover                       |